# Wäldenbronn
Wäldenbronn ist ein Stadtteil von Esslingen am Neckar in Baden-Württemberg. Er liegt im Norden der Stadt und gilt aufgrund seiner Lage am Rande des Schurwalds als attraktiver Wohnort.

## Geschichte

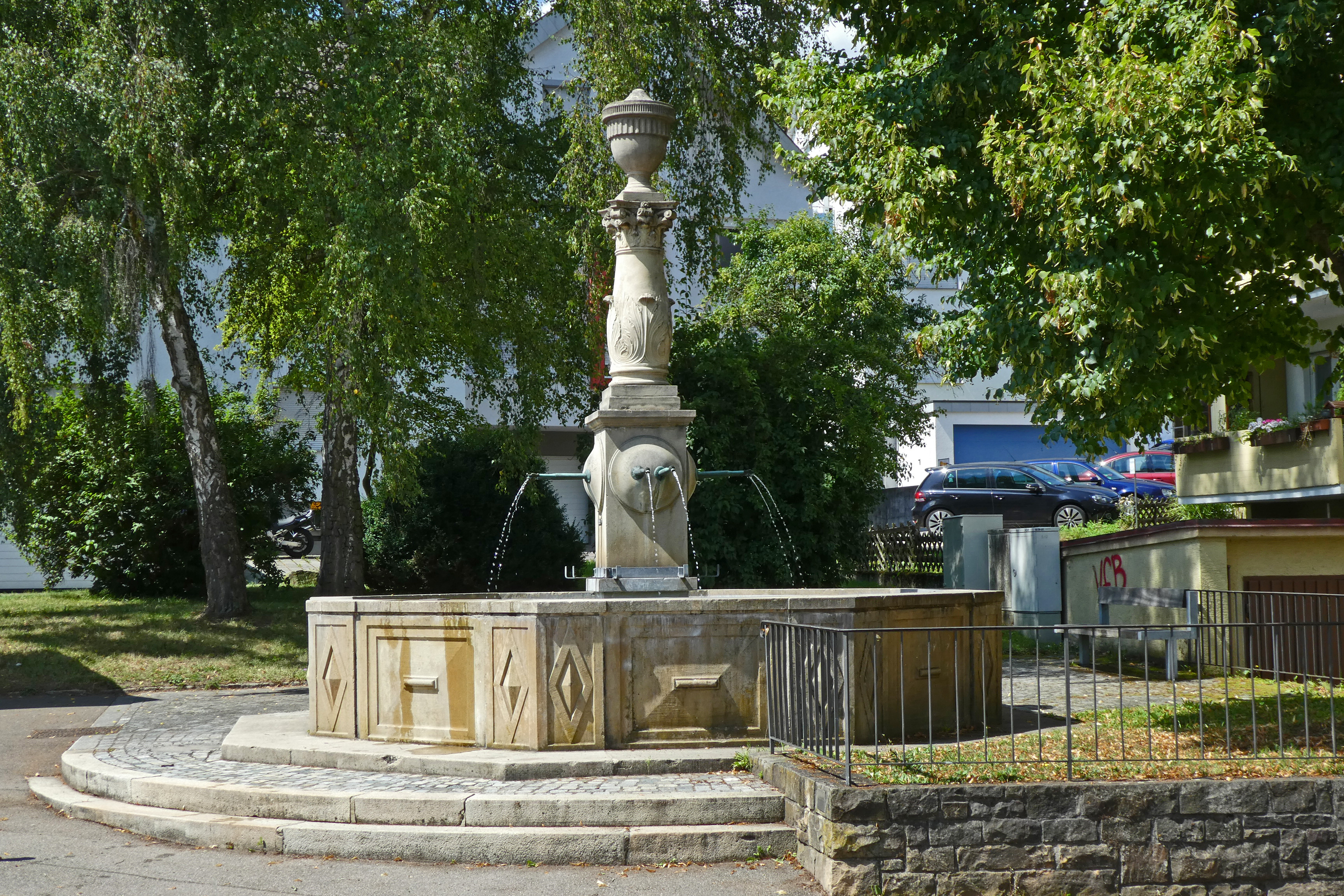
Achtröhrenbrunnen

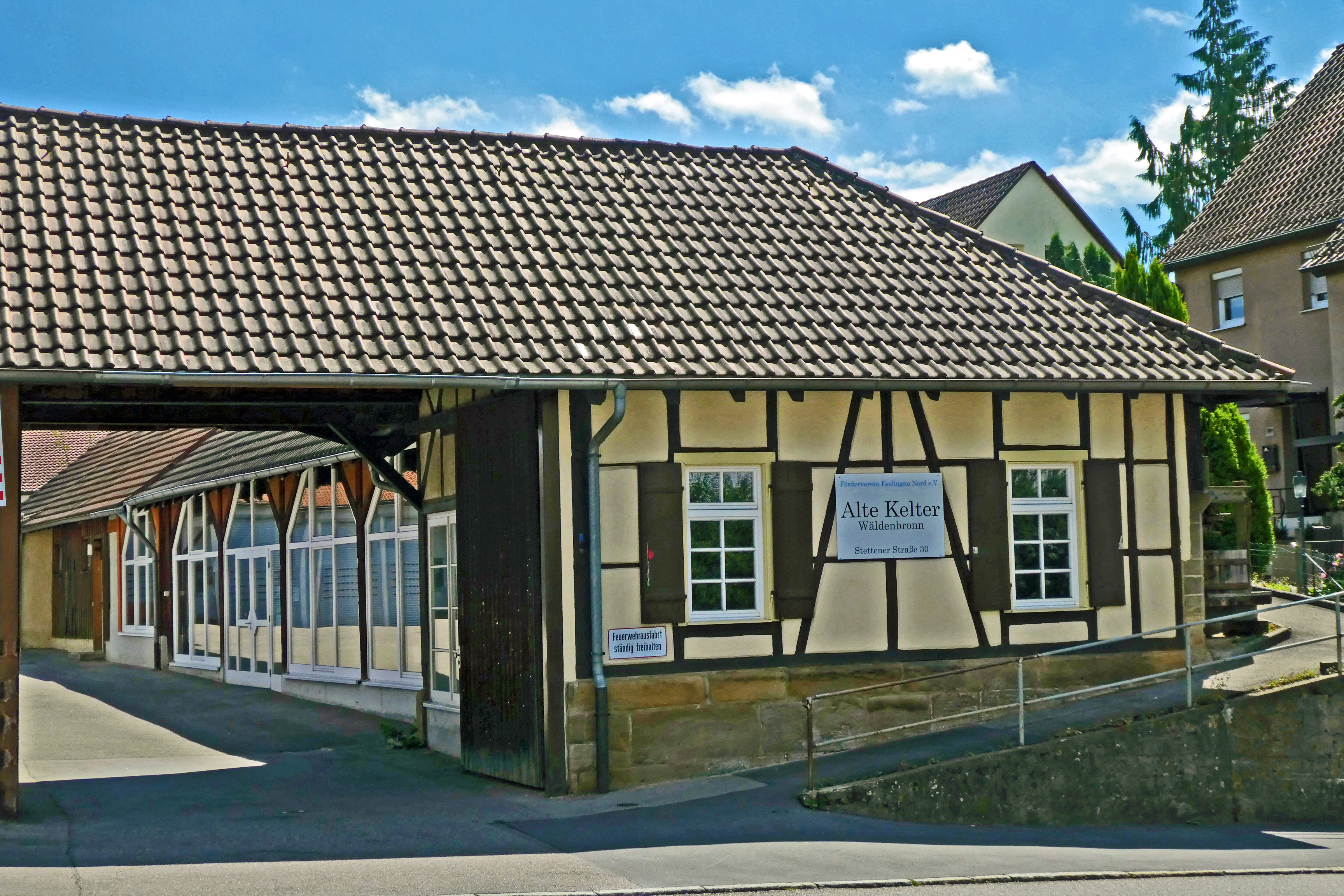
Alte Kelter

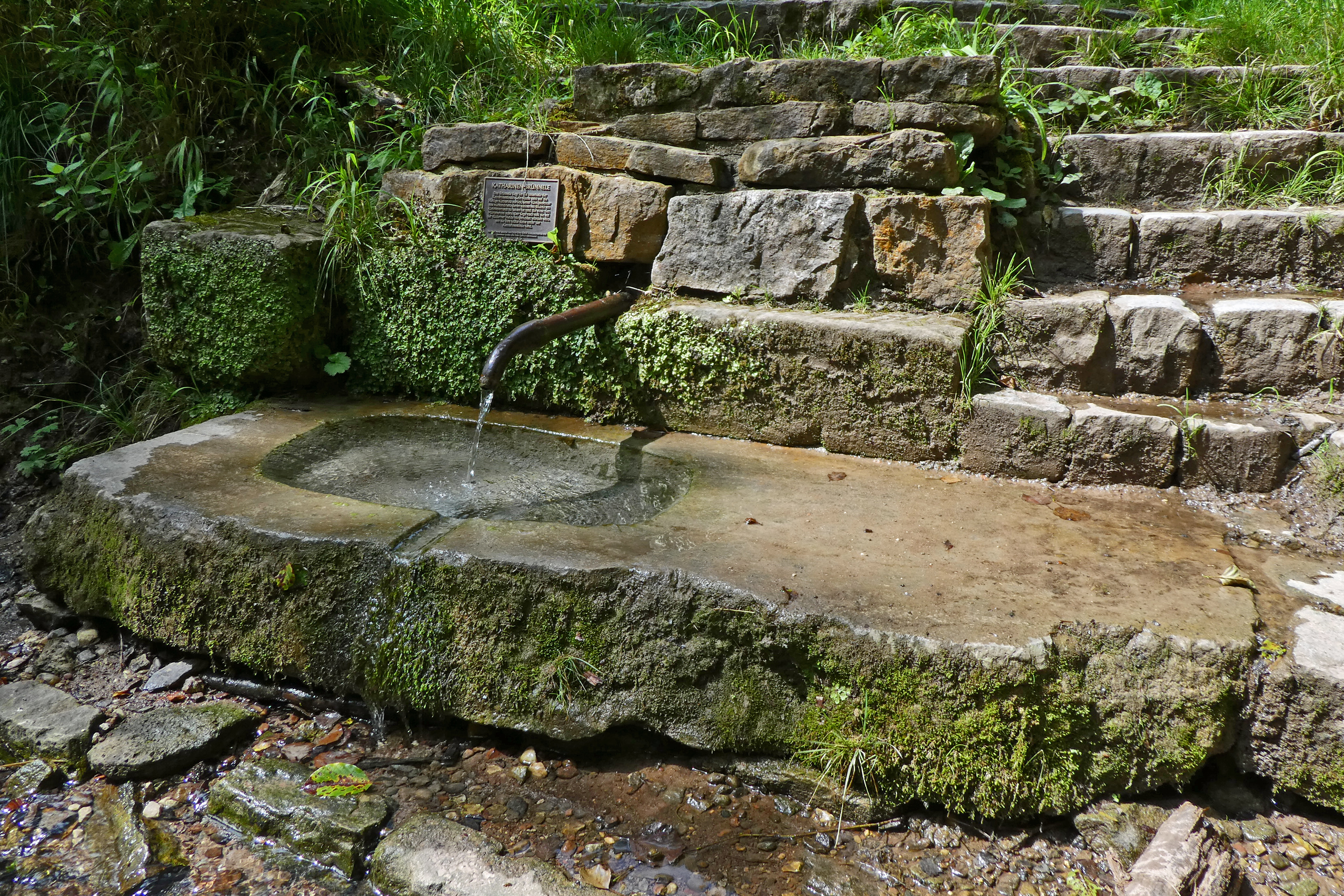
Das Katharinenbrünnele am Brunnenwanderweg Wäldenbronn

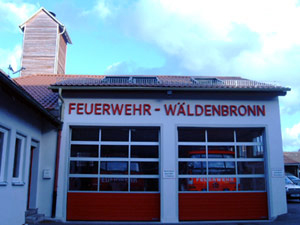
Feuerwehrhaus der Freiwilligen Feuerwehr Wäldenbronn

Das im oberen Hainbachtal gelegene Wäldenbronn wurde 1329 erstmals als Esslinger Filialdorf erwähnt. Die Herkunft des Namens Wäldenbronn ist nicht gesichert, ein Zusammenhang mit den vielen Brunnen in der Umgebung und der Lage am Rande des Schurwaldes („Wälder und Brunnen“) ist jedoch wahrscheinlich.
Von 1258 bis 1768 gab es in dem Ort, der zunächst noch als „Im Hainbach“ bezeichnet wurde, einen Pfleghof des Klarissenklosters Söflingen.
Im Jahre 1871 zählt man in Wäldenbronn etwa 470 Einwohner.

## Politik
Der Ansprechpartner für die Belange des Stadtteils für die Stadtverwaltung und den Gemeinderat von Esslingen ist der Bürgerausschuss Wäldenbronn, Hohenkreuz, Serach, Obertal. Auf der Stadtteilebene gestaltet der Bürgerausschuss das kommunale Leben mit. Er ist Mitglied der Arbeitsgemeinschaft der Bürgerausschüsse, diese besteht zum Erfahrungsaustausch und zur Koordination der einzelnen Bürgerausschüsse der Stadt.
Grundlage für die Arbeitsweise und den Aufbau des Bürgerausschusses und der Arbeitsgemeinschaft ist der von der Arbeitsgemeinschaft am 21. Februar 1991 beschlossene Status.
Als Grundlage für die Zusammenarbeit zwischen dem Bürgerausschuss, dem Gemeinderat und der Verwaltung wurde eine Vereinbarung getroffen. Diese wurde von der Arbeitsgemeinschaft am 17. Juli 1990 gebilligt und vom Gemeinderat am 10. Dezember 1990 genehmigt. Im Juni 2000 wurde sowohl der Status als auch die Vereinbarung redaktionell überarbeitet.
In der öffentlichen Bürgerversammlung, die die Stadt Esslingen am 15. Juli 2010 in der Turn- und Versammlungshalle Hohenkreuz durchführte, wurde der Bürgerausschuss Wäldenbronn, Hohenkreuz, Serach, Obertal für 3 Jahre gewählt.

## Schulen
- Grundschulaußenstelle Hainbachschule der Seewiesenschule

## Sehenswürdigkeiten
- Achtröhrenbrunnen
- Wäldenbronner Kelter (erbaut 1881)
- Wäldenbronner Seitz-Haus, 1980/81 aufwändig saniert und erneuert
- Brunnenwanderweg Oberes Hainbachtal, ein schöner Rundweg am Rande des Schurwalds, der mit einer Länge von etwa 7 km von „Brünnele zu Brünnele“ führt. Am 1. Mai findet hier auch der Brunnenwandertag statt.

## Söhne und Töchter der Stadt
- Adolf Wolff (1832–1885), Architekt